# Brain Damage
«Brain Damage» (с англ. — «Повреждение мозга») — композиция группы Pink Floyd, девятый трек из альбома 1973 года The Dark Side of the Moon. Вокал для этой песни был записан Роджером Уотерсом, и впоследствии, он часто исполнял её в ходе своих сольных туров. Во время гастролей Pink Floyd 1994 года, «Brain Damage» пел Дэвид Гилмор (это можно увидеть на диске Pulse). Первоначально, песня называлась «Lunatic», однако Уотерс переименовал её в период записи пластинки. «Brain Damage» была в числе песен, которые рассматривались для сборника Echoes: The Best of Pink Floyd, но в итоге туда не попала.

## Композиция
Когда группа вновь собралась в студии, после американской части турне в поддержку альбома Meddle, Роджер Уотерс принёс с собой прототип «Brain Damage», наряду с другими композициями, такими как «Money». Он сыграл эту песню для группы, во время записи Meddle в 1971 году, тогда она именовалась «The Dark Side of the Moon». В конечном счёте это название было использовано для следующего альбома группы. Песня была частично вдохновлена бывшим коллегой музыкантов — Сидом Барреттом, который страдал от психического расстройства. Песня была записана в октябре 1972 года, вместе с «Any Colour You Like». «Brain Damage» представляет собой акустическую балладу, и наряду с треками «If» и «Grantchester Meadows», она имеет достаточно простую мелодию. Дэвид Гилмор активно поощрял желание Уотерса спеть песню самому, несмотря на то, что в то время Уотерс не был особенно уверен в своих вокальных способностях.
Песня имеет медленный темп, исполняется техникой арпеджио в духе «Dear Prudence» The Beatles. Она записана в ключе ре мажор, по схеме куплет-припев-припев.

## Тематика
По словам Роджера Уотерса, тематика «безумия» основана на психической нестабильности Сида Барретта; строчка «Увидимся на тёмной стороне Луны», указывает на то, что Уотерс чувствовал ментальную связь с Барреттом, с точки зрения психологических особенностей, а строчка «А если группа начинает играть чёрте что…» отсылает на поведение Сида в конце его периода с Pink Floyd; когда, из-за психических проблем, он начинал играть совсем другую мелодию, нежели остальные музыканты. В начальной строчке «сумасшедший на траве …», Уотерс подразумевает лужайки с дёрном, на которых красовались таблички «Пожалуйста, не ходите по траве»; по замыслу автора, утрированный смысл этого послания был в том, что нарушать эти правила может только сумасшедший. Саркастический характер лирики подчеркивается Уотерсом в документальном фильме Classic Albums: Pink Floyd – The Making of The Dark Side of the Moon, по его мнению, запрет ходить по такой красивой траве был полнейшим маразмом. Уотерс добавил, что когда он сочинял песню, у него в голове был конкретный образ — задний двор Королевского колледжа в Кембридже.

## Участники записи
- Роджер Уотерс — вокал, бас-гитара, звуковые эффекты
- Дэвид Гилмор — электрогитара, бэк-вокал
- Ричард Райт — орган Хаммонда, VCS3 синтезатор
- Ник Мэйсон — ударные, колокольчики, звуковые эффекты
- Лесли Данкан[англ.], Дорис Трой[англ.], Барри Сэнт Джон, Лайза Страйк — бэк-вокал
- Смех принадлежит дорожному менеджеру группы Питеру Уоттсу[англ.][8]